# 岡部拓
岡部 拓（おかべ たく）は、メキシコ在住の日本の法学者、メキシコ・グアダラハラのグアダラハラ大学 (Universidad de Guadalajara) 経済経営学部教授。専門は、比較法学、ラテンアメリカ商事法。

## 経歴
成城大学法学部卒業後、同大学院法学研究科に進み、修士課程修了後、メキシコのグアダラハラ大学へ留学して修士課程を修了、さらに帰国後、成城大学大学院博士課程を修了した。2002年、成城大学にて、博士（法学）を取得した。
グアダラハラ大学経済経営学部教授となり、同大学地域研究学科附属経済地域研究所研究員を務めている。

## 著作
- Okabe, Taku (2007). Sistema de garantía del financiamiento para Pymes. Universidad de Guadalajara. ISBN 978-607-450-492-7